# Gustav Carsch
Gustav Carsch (* 26. Oktober 1850 in Mülheim an der Ruhr; † 25. Februar 1895 in Frankfurt am Main) war ein deutscher Unternehmer und Gründer einer Kaufhauskette.

## Leben und Wirken
Bekannt wurde Gustav Carsch durch die von ihm in den 1880er Jahren in Frankfurt am Main gegründete Kaufhauskette. Unter dem Namen Gustav Carsch & Co betrieb er Einzelhandelsgeschäfte bzw. Kaufhäuser für Herren- und Knaben-Konfektionskleidung in verschiedenen deutschen Großstädten. Mit seinem Tod 1895 ging die Leitung des Unternehmens auf seinen ältesten Sohn Paul Carsch (1876–1951) über.
Anfang der 1930er Jahre gab es Carsch-Kaufhäuser in Frankfurt am Main (auf der Zeil), Frankfurt-Höchst, Hanau,  Düsseldorf, Gelsenkirchen und Oberhausen. Mit dem Aufkommen des Nationalsozialismus waren die Häuser ab 1933 von Boykott, Plünderungen und zuletzt auch Arisierung betroffen.

## Familie
Die Eltern von Gustav Carsch waren Salomon Carsch (1815–1879) und Rosa Carsch geb. Levy. Er war verheiratet mit Susanne geb. Albersheim (1852–1906), ihre gemeinsamen Kinder waren Paul (* 1876), Else (* 1879), Hedwig (* 1880), Walter (* 1881), Siegfried (* 1882) und Alice (* 1888).